# 趙輔和
赵辅和，清都郡临漳县人，南北朝时期占卜家。
赵辅和年轻时就通晓《易经》，擅长占卜之术，成为高欢的门客。547年（东魏武定五年），高欢在晋阳去世，高澄命令高洋在邺城西北的漳水北岸挑选作为陵墓的土地。高洋与吳遵世一同负责此事，但占卜的结果全是不吉利的卦象。另外，在一处地方，吴遵世进行占卜，得到了革卦。吴遵世等数十人都认为不应该采用这个地方。当时赵辅和还是个年轻人，却在最后站出来说：“革卦虽然被天下人都视为凶卦，但唯独王家使用它，就是大吉。《革卦・彖辞》中说‘湯武革命，應天順人’（殷代的成汤、周代的周武王变革天命，顺应天意，合乎人心）。” 高洋登上车子回头望去，说：“就定在这里吧。” 这里便成了高欢的陵墓义平陵。有一个人的父亲当了刺史，却收到父亲在任所生病的书信。这个人来到馆舍，让相识的占卜者占卜吉凶，得到了泰卦。占卜者说：“这个卦非常吉利，病会痊愈的。” 此人听后十分高兴。他离开后，赵辅和对占卜者说：“泰卦是乾在下、坤在上，是入葬的征兆，怎么能说是吉兆呢？” 后来，正如赵辅和所预言的，这个人的父亲传来了死讯。还有一个人的父亲生病了，向赵辅和求卜，得到了乾卦变晋卦的卦象，赵辅和安慰开导了此人一番，让他回去了。之后赵辅和说：“这是乾卦的游魂卦。乾代表天，也代表父亲。父亲变成游魂，升入上天，怎么可能不死呢？” 事情的发展也果然如他所预言的那样。从大宁到武平年间，北齐后宫有妇人怀孕，赵辅和便会占卜胎儿的性别和出生的时间，大多都能应验。他被授予通直散骑常侍的职位。后北周灭北齐，赵辅和在北周担任仪同一职，他在隋朝开皇年间去世。